# Риу-Бранку (приток Риу-Негру)
Ри́у-Бра́нку (порт. Rio Branco) — река в Бразилии в штате Рорайма. Длина реки составляет около 584 км, площадь бассейна около 195 тыс. км².
Имеет ряд крупных притоков. Впадает в реку Риу-Негру.
В сезон дождей река судоходна до города Каракараи.